# (10054) Соломин
(10054) Соло́мин (лат. Solomin) — типичный астероид главного пояса. Он был открыт 17 сентября 1987 года советским астрономом Людмилой Черных в Крымской обсерватории и назван в честь известного российского актёра, министра культуры РСФСР Юрия Соломина.